# Randers
Randers è una città della Danimarca nella regione dello (Jutland Centrale). La città è il capoluogo dell'omonimo comune.

## Geografia
La città si trova a 35 km da Aarhus, presso l'imboccatura della foce del Gudenå.

## Storia
La fondazione della città risale al 1100 circa, ma sono state rinvenute tracce archeologiche che testimoniano la presenza di insediamenti vichinghi nella zona. In seguito alla riforma amministrativa del 1º gennaio 2007 il comune è stato riformato accorpando i precedenti comuni di Nørhald e Purhus e una parte dei territori comunali di Langå, Mariager e Sønderhald.

## Amministrazione

### Gemellaggi
Randers è gemellata con:
- Akureyri[senza fonte]

## Sport

### Calcio
La squadra principale della città è il Randers Football Club.